# 息冢镇
息冢镇，是中华人民共和国河北省保定市定州市下辖的一个乡镇级行政单位。

## 行政区划
息冢镇下辖以下地区：
息冢村、东王郝村、西王郝村、王莽村、侯家店村、贾村社区村、王宿庄村、东甄村、西甄村、南庞村、连台村、沙流村和流驼庄村。